# كناكر (أرمينيا)
كَناكر (الأرمينية: Քանաքեռ؛ أيضاً بالرومنة K’anak’err ،Kenaker ،Kanaker، وQanaqer) هِيَ بَلدة في أرمينيا إلى الشَّمال الشَّرقي من العاصِمة يريفان. مع التطور العُمراني، تَمتلئ القَرية تَدريجياً مِن العاصِمة يريفان وبذلك أصبحت جزءًا مِن مَنطقة كَنعان - زَيتون.
العديد من الأرمن البارزين هم من سكان كناكر مِثل الكاتِب والمُعلم خجادور أبوفيان والملَحن جيفان جسباريان.
كانت المدينة موطنًا لكثير من الكنائس التي تعرضت لأضرار بالغة خلال الزلزال الذي وقع عام 1679. أقدم كنيسة كناكر هي كنيسة القديس يعقوب (سرب هاكوب) التي أعيد بناؤها عام 1679 بعد زلزال أرمينيا. بنيت كنيسة أم الرب المقدسة (Surp Astvatsatsin) على قمة تل إلى الشمال الغربي في عام 1695. بنيت الكنيسة الأرثوذكسية الروسية لشفاعة أم الرب المقدسة في كناكر في عام 1912.
لعبت كناكر دوراً رئيسياً في الحصار الروسي من يريفان في عام 1827.

## أعلام
- خجادور أبوفيان

## وصلات
- كناكر (أرمينيا) في GEOnet